# Val-du-Mignon
Val-de-Mignon ist eine französische Gemeinde mit 1.087 Einwohnern (Stand: 1. Januar 2022) im Département Deux-Sèvres in der Region Nouvelle-Aquitaine. Sie gehört zum Arrondissement Niort und zum Kanton Mignon-et-Boutonne.
Sie entstand als Commune nouvelle mit Wirkung vom 1. Januar 2019 durch die Zusammenlegung der bisherigen Gemeinden Usseau, Priaires und Thorigny-sur-le-Mignon, die in der neuen Gemeinde den Status einer Commune déléguée haben. Der Verwaltungssitz befindet sich im Ort Usseau. Teile des Gemeindegebietes gehören zum Regionalen Naturpark Marais Poitevin.

## Gliederung
| Ortsteil                 | ehemaliger INSEE-Code | Fläche (km²) | Einwohnerzahl zum 1. Januar 2022 |
| ------------------------ | --------------------- | ------------ | -------------------------------- |
| Usseau (Verwaltungssitz) | 79334                 | 16,24        | 859                              |
| Priaires                 | 79219                 | 06,84        | 127                              |
| Thorigny-sur-le-Mignon   | 79328                 | 05,26        | 101                              |